# Inhibiteur de la recapture

L'Escitalopram, un inhibiteur sélectif de la recapture de la sérotonine (ISRS) utilisé comme antidépresseur.

Un inhibiteur de la recapture, ou du recaptage, (aussi connu sous le nom de modulateur de la recapture) est une substance psychoactive, médicamenteuse ou non, qui inhibe la recapture d'un neurotransmetteur en inhibant l'action d'un transporteur membranaire. En temps normal, le transporteur membranaire recapture dans le neurone pré-synaptique le neurotransmetteur qui se trouve dans la synapse. L'inhibiteur provoque donc une augmentation des concentrations extracellulaires du neurotransmetteur et in fine une augmentation de la neurotransmission (ou excitation du neurone post-synaptique). Divers médicaments, notamment de nombreux antidépresseurs et psychostimulants, exercent leurs effets psychologiques et physiologiques par inhibition de la recapture de neurotransmetteurs.
La plupart des inhibiteurs de la recapture connus affectent les neurotransmetteurs monoamines : la sérotonine, la noradrénaline (et l'adrénaline) et la dopamine. Cependant, il existe également un certain nombre de médicaments et de produits chimiques utilisés en recherche qui agissent comme inhibiteurs de la recapture d'autres neurotransmetteurs, tels que le glutamate, l'acide γ-aminobutyrique (GABA), la glycine, l'adénosine, la choline (précurseur de l'acétylcholine) et les endocannabinoïdes entre autres.

## Mécanisme d'action

### Substrats agissant sur le site actif du transporteur

Le Tiagabine, un inhibiteur sélectif de la recapture du GABA utilisé comme anticonvulsivant dans le traitement de l'épilepsie et des convulsions.

Les inhibiteurs de la recapture standard sont supposés agir comme des substrats compétitifs, qui se lie directement au transporteur membranaire du neurotransmetteur en question,,. Ils occupent le transporteur à la place du neurotransmetteur et l'empêchent d'être transporté de la terminaison nerveuse, ou de la synapse, dans le neurone pré-synaptique. Avec des doses suffisamment élevées, l'occupation des transporteurs atteint 80 à 90 %. À ce niveau d'inhibition, le transporteur sera considérablement moins efficace pour éliminer l'excès de neurotransmetteur de la synapse. Cela provoque une augmentation des concentrations extracellulaires du neurotransmetteur et donc une augmentation de la neurotransmission globale (le neurone post-synaptique continu d'être excité puisque ses récepteurs sont activés par le neurotransmetteur).

### Substrats agissant sur le site allostérique des transporteurs
Certains inhibiteurs de la recapture se lient aux sites allostériques du transporteur membranaire et inhibent la recapture indirectement et de manière non compétitive.
Il a été démontré que la phencyclidine et les médicaments apparentés, tels que la bénocyclidine, la ténocyclidine, la kétamine et la dizocilpine (ou MK-801), inhibent la recapture des monoamines,,. Ils semblent exercer l'inhibition de la recapture en se liant à des sites qui sembleraient allostériques, sur les transporteurs membranaires respectifs,,,,. La benztropine, le mazindol et la vanoxérine se lient également à des sites allostériques et ont des propriétés similaires,,. En plus de leur affinité élevée pour le site principal des transporteurs, plusieurs substrats de transporteurs compétitifs, tels que la cocaïne et l'indatraline, ont également une affinité pour ces sites allostériques, bien que plus faible,,.
Quelques-uns des inhibiteurs sélectif de la recapture de la sérotonine (ISRS), comme l'énantiomère dextrogyre du citalopram, semblent être des inhibiteurs allostériques de la recapture de la sérotonine,. Au lieu de se lier au site actif du transporteur de sérotonine, ils se lient à un site allostérique, qui exerce ses effets en provoquant des changements de conformation du transporteur, modulant ainsi l'affinité de la sérotonine pour le site actif. En conséquence, l'escitalopram a été commercialisé en tant qu'inhibiteur allostérique de la recapture de la sérotonine. Ce site allostérique peut être directement lié aux sites de liaison de la phéncyclidine mentionnés ci-dessus,.

### Substrats agissant sur le transport vésiculaires

La réserpine, un inhibiteur de la recapture vésiculaire utilisé dans le passé pour épuiser les réserves de sérotonine, de noradrénaline et de dopamine en tant qu'antipsychotique et antihypertenseur. Il était connu pour causer de l'anxiété et de la dépression, et par conséquent, il a été remplacé par des médicaments plus récents et plus modernes.

Un deuxième type d'inhibition de la recapture affecte le transport vésiculaire et bloque le reconditionnement intracellulaire des neurotransmetteurs dans les vésicules cytoplasmiques. Contrairement aux inhibiteurs de la recapture membranaire, les inhibiteurs de la recapture vésiculaire n'augmentent pas les concentrations synaptiques d'un neurotransmetteur, mais uniquement les concentrations cytoplasmiques, à moins qu'ils agissent également en inversant l'action du transporteur membranaire par l'intermédiaire de la phosphorylation du transporteur (on parle aussi d'agent de libération). Les inhibiteurs purs de la recapture vésiculaire ont tendance à diminuer les concentrations de neurotransmetteurs synaptiques. En effet, le blocage du reconditionnement et du stockage du neurotransmetteur en question le rend vulnérable à la dégradation via des enzymes telles que la monoamine oxydase (MAO) qui existent dans le cytoplasme. Lorsque le transport vésiculaire est bloqué, les réserves de neurotransmetteurs s'épuisent rapidement.
La réserpine (Serpasil) est un inhibiteur irréversible du transporteur vésiculaire des monoamine 2 (VMAT2). C'est donc un exemple d'inhibiteur de la recapture vésiculaire, qui à forte dose épuise les stocks de monoamine.

### Mécanisme indirect inconnu

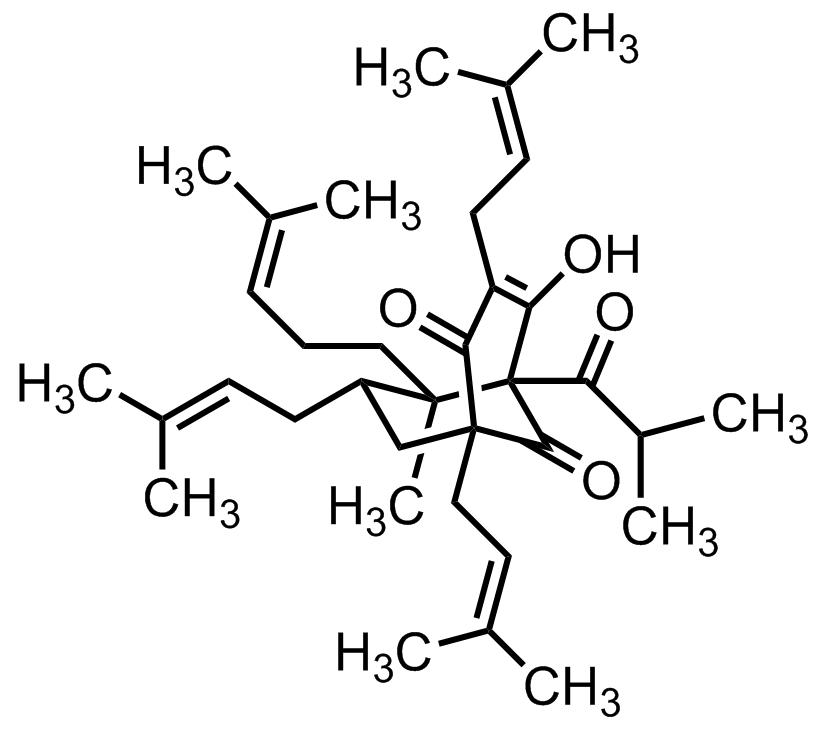
Hyperforine, le principal constituant actif responsable des bienfaits thérapeutiques des extraits de l'herbe Hypericum perforatum (millepertuis), utilisé comme antidépresseur.

Deux des principaux constituants actifs de la plante médicinale Hypericum perforatum (millepertuis) sont l'hyperforine et l'adhyperforine,. L'hyperforine et l'adhyperforine sont des inhibiteurs large spectre de la recapture de la sérotonine, de la noradrénaline, de la dopamine, du glutamate, du GABA, de la glycine et de la choline. Ils exercent leurs effets en se liant et en activant le canal cationique TRPC6 (transient receptor potentiel),. L'activation de TRPC6 induit l'entrée de calcium (Ca 2+) et de sodium (Na +) dans la cellule, ce qui provoque l'effet d'inhibition de la recapture par un mécanisme inconnu.

## Types d'inhibiteurs

### Habituels
Parmi les inhibiteurs de la recapture habituels, il existe les innhibiteurs de la recapture des acides aminés. Ces derniers comprennent les inhibiteurs de la recapture des acides aminés excitateurs (ou inhibiteur de la recapture de l'aspartate et du glutamate), les inhibiteur de la recapture du GABA et les inhibiteur de la recapture de la glycine.
Une autre catégorie d'inhibiteurs de la recapture habituels est celle de la recapture des monoamines. Cette catégorie, plus vaste, comprend les inhibiteur de la recapture de la dopamine, les inhibiteur de la recapture de la noradrénaline, les inhibiteur de la recapture de la sérotonine, les inhibiteurs de la recapture de la sérotonine et de la noradrénaline, les inhibiteurs de la recapture de la noradrénaline et de la dopamine, les inhibiteurs de la recapture de la sérotonine et de la dopamine ainsi que les inhibiteurs de la recapture de la sérotonine-norépinéphrine-dopamine. Ce principe est utilisé par les antidépresseurs.
Enfin, d'autres inhibiteurs de la recapture habituels ne rentrent pas dans les distinction faite précédemment, c'est le cas des inhibiteurs de la recapture de l'adénosine et des inhibiteurs de la recapture des endocannabinoïdes.

### Atypique
Parmi les inhibiteurs de la recapture atypiques se trouvent les activateurs des TRPC6 (inhibiteurs de la recapture à large spectre) tels que l'hyperforine ou l'adhyperforine.

### Membranaire
Parmi les inhibiteurs de la recapture membranaire se trouvent les inhibiteurs de la recapture de la choline tels que les  hémicholinium-3 ou encore la triéthylcholine.

### Vésiculaire
Les inhibiteurs du transporteur vésiculaire sont au nombre de deux, la catégorie comprend les inhibiteurs du transporteur vésiculaire de l'acétylcholine (VAChT) tels que le vesamicol et les inhibiteurs du transporteur vésiculaire des monoamines (VMAT) tels que le réserpine et le tétrabénazine.